# Saint-Marcellin-lès-Vaison
Saint-Marcellin-lès-Vaison este o comună în departamentul Vaucluse din sud-estul Franței. În 2009 avea o populație de 342 de locuitori.

## Evoluția populației
| An        | 1975 | 1982 | 1990 | 1999 | 2006 | 2009 |
| --------- | ---- | ---- | ---- | ---- | ---- | ---- |
| Populație | 146  | 196  | 271  | 284  | 336  | 342  |